# RhB řada ABe 8/12
Elektrická jednotka řady ABe 8/12 je třídílná elektrická jednotka, vyrobená společností Stadler Rail pro Rhétskou dráhu (RhB) ve Švýcarsku v letech 2009–2010. Celkem bylo vyrobeno 15 kusů. Jednotka je schopna provozu na střídavé napájecí soustavě 11 kV 16,7 Hz i stejnosměrné soustavě 1 000 V a je určena pro dopravu všech druhů vlaků, včetně nákladních.
Jednotka je široce známá pod názvem Allegra, kterým byla výrobcem a provozovatelem pokřtěna. Allegra je tradiční rétorománský pozdrav.
V roce 2011 byly následně vyrobeny úzce příbuzné jednotky pro S-Bahn Chur řady ABe 4/16. Tyto jednotky jsou určeny pouze pro střídavou napájecí soustavu, mají pouze jeden hnací vůz, dva střední vozy a řídicí vůz.

## Vývoj
Po přípravě koncepce vozového parku na rok 2005 vypsala Rhétská dráha výběrové řízení na dodávku dvou typů vozidel:
- 15 třívozových dvousystémových jednotek pro hlavní síť a trať Bernina,
- 5 jednosystémových vícedílných jednotek pro hlavní síť s nejméně 180 místy.

Specifikace vyžadovaly modulární konstrukci, pohodlné nastupování, bezpečné přechody mezi vozy a elegantní a harmonický design. Kromě toho byl ve vlaku vyžadován prostor pro cestující s omezenou schopností pohybu a orientace.
Společnosti Bombardier Transportation a Stadler Rail předložily své nabídky v rámci výběrového řízení. Společnost Stadler nakonec získala zakázku díky nižší ceně. Stadler také navrhl vybavit vlaky osmi trakčními motory namísto čtyř.
Pro jednotky Allegra platí tyto tabulkové normativy dopravované zátěže:
| Sklon | Trať           | Rychlost | Normativ hmotnosti (požadovaný) | Normativ hmotnosti pro jednotku ABe 8/12 |
| ----- | -------------- | -------- | ------------------------------- | ---------------------------------------- |
| 35 ‰  | trať Albula    | 60 km/h  | 145 t                           | 245 t                                    |
| 45 ‰  | trať do Davosu | 55 km/h  | 115 t                           | 185 t                                    |
| 60 ‰  | trať do Arosy  | 35 km/h  | 90 t                            | 200 t                                    |
| 70 ‰  | trať Bernina   | 40 km/h  | 70 t                            | 140 t                                    |

## Provozní koncepce

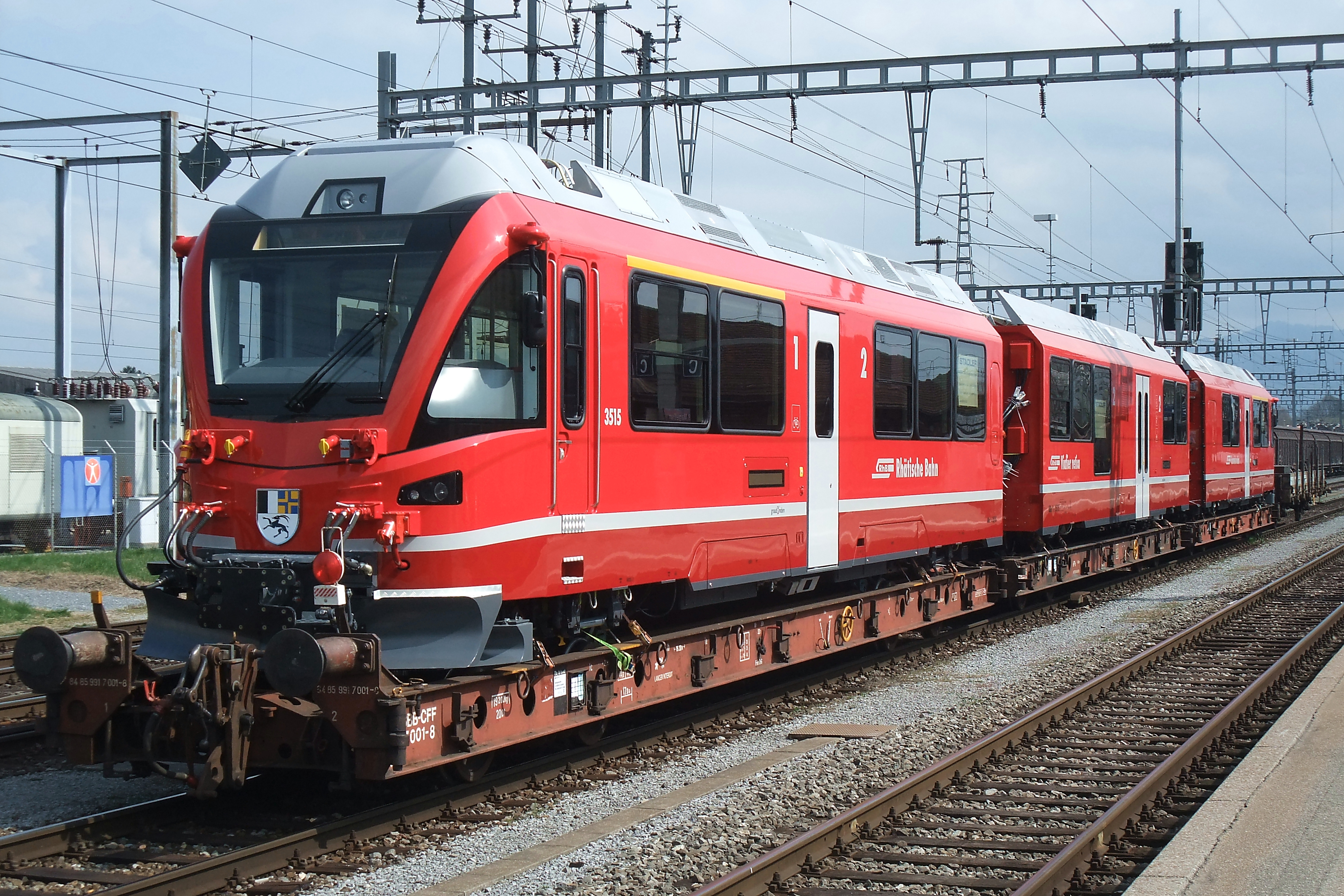
Jednotka Allegra při přepravě z výrobního závodu

Třídílné jednotky jsou určeny pro použití na nejstrmějších tratích RhB, kterými jsou:
- trať Bernina (maximální sklon 70 ‰, stejnosměrná napájecí soustava 1 000 V),
- trať do Arosy (maximální sklon 60 ‰, střídavá napájecí soustava 11 kV 16,7 Hz),
- trať do Davosu (maximální sklon 45 ‰, střídavá napájecí soustava 11 kV 16,7 Hz).

Vzhledem k tomu, že na trati Bernina je největší provoz v létě a na ostatních dvou tratích v zimě, byly univerzální jednotky pro všechny tři tratě navrženy tak, aby byly dvousystémové pro střídavý proud 11 kV o frekvenci 16,7 Hz i pro stejnosměrný proud 1 000 V. To umožnilo vyrobit velkou, jednotnou řadu a vedlo k co největší flexibilitě provozu.
Koncepce vozidla vyplývající ze zadání byla obtížná kvůli kombinaci vysokého trakčního výkonu, schopnosti používat dva systémy, dvojitého brzdového zařízení, bezbariérové konstrukce ve stísněných prostorových podmínkách metrového rozchodu a náročných provozních podmínek na trati Bernina. Souprava se skládá ze dvou stejných koncových vozů a částečně nízkopodlažního prostředního vloženého vozu. Rozměry vozidla jsou dány zejména tratí Bernina s malými poloměry oblouků 45 m; vlak byl navržen primárně pro trať Bernina. Bylo možné použít pouze krátké karoserie, což vyžadovalo důmyslné rozdělení hnacího ústrojí. Aby bylo dosaženo co největší adhezní hmotnosti, bylo hnací zařízení soustředěno na dva koncové vozy. Tím se také předchází riziku vykolejení lehkých vozidel při vysoké vrstvě sněhu. Dva hlavní transformátory a čtyři trakční měniče jsou umístěny pod podlahou vozu; klimatizace, brzdové odporníky a vysokonapěťové zařízení jsou umístěny na střeše. Uvnitř vozu musely být umístěny pouze dva kompresory a vývěva. To umožnilo vytvořit 12 míst v první třídě a 24 míst ve druhé třídě v každém koncovém voze.

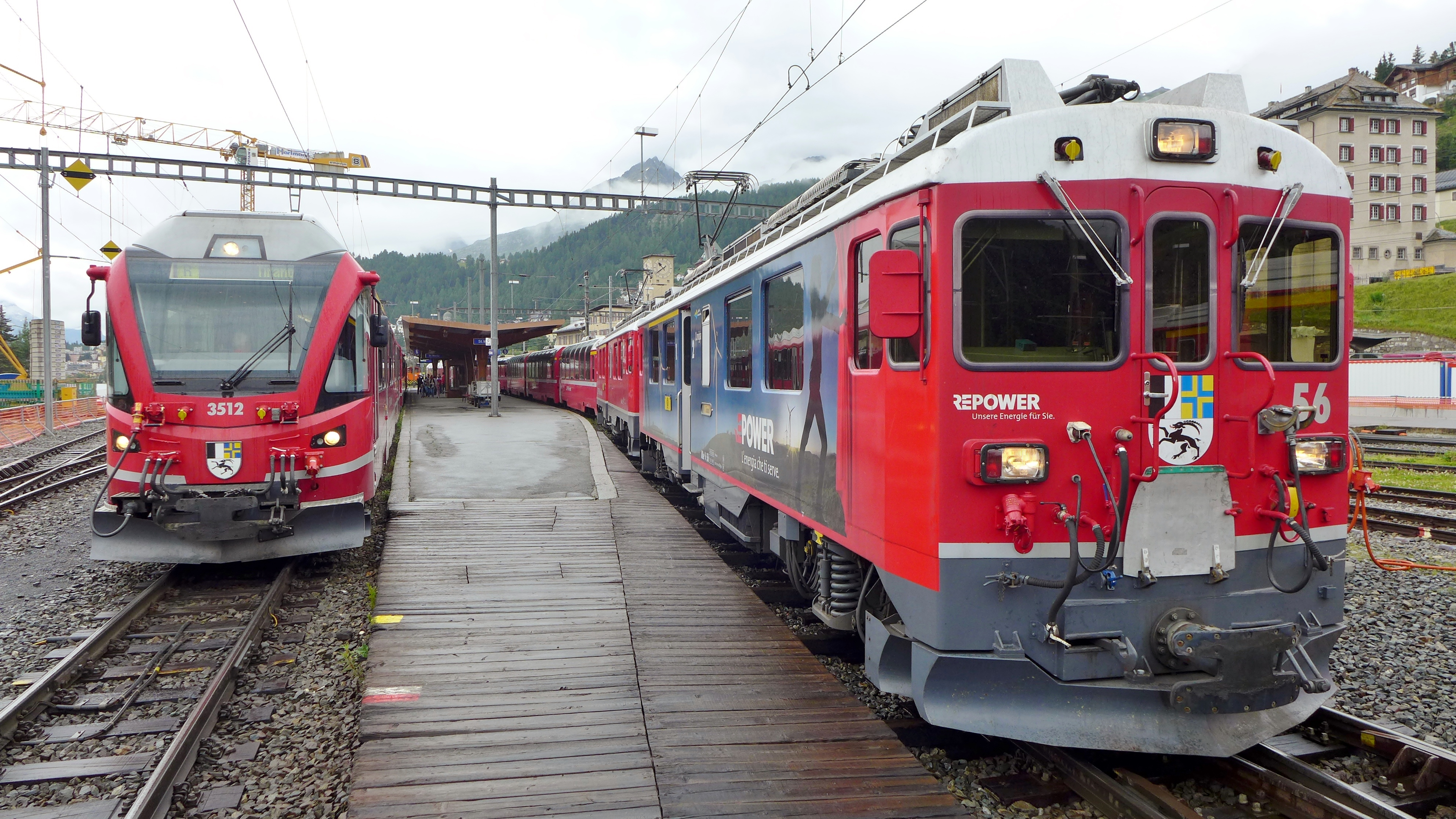
Allegra se starším elektrickým vozem ABe 4/4^{III} ve stanici St. Moritz

Koncepce vozidla umožňuje dopravu i těžkých nákladních vlaků. To také vysvětluje poměrně velký trvalý výkon 2,3 MW pro elektrickou úzkorozchodnou jednotku. Nejvýkonnější typ lokomotivy RhB, Ge 4/4III, má trvalý výkon 2,4 MW. Rozjezdová tažná síla jednotky Allegra je dokonce o 30 % vyšší než u lokomotivy Ge 4/4III, a to 280 kN, zejména díky rozložení hnací síly na osm náprav. To je nezbytné pro tažení těžkých vlaků na rampách tratí Bernina a Arosa. Po uvedení do provozu se maximální přípustná hmotnost vlaku na trati Bernina pro tyto jednotky zvýšila ze 140 na 160 tun.
Trakční model požadovaný ve specifikacích s hmotností vlaku 70 t na sklonu 70 ‰ by vyžadoval zatížení náprav 14 t na čtyři dvojkolí a vedl by k velkému opotřebení kol a kolejnic. Realizovaná vícedílná jednotka s osmi hnacími nápravami má tlak na nápravu pouhých 11 t, a přesto utáhne vlak o hmotnosti až 140 t.
Každá jednotka stála přibližně 10 milionů švýcarských franků.
V roce 2011 následovala výroba úzce příbuzných jednotek pro S-Bahn Chur řady ABe 4/16. Tyto jednotky jsou určeny pouze pro střídavou napájecí soustavu, mají pouze jeden koncový motorový vůz, dva střední vozy a řídicí vůz. Primárně jsou nasazeny na osobních vlacích na trase Schiers – Chur – Rhäzüns.

## Technický popis

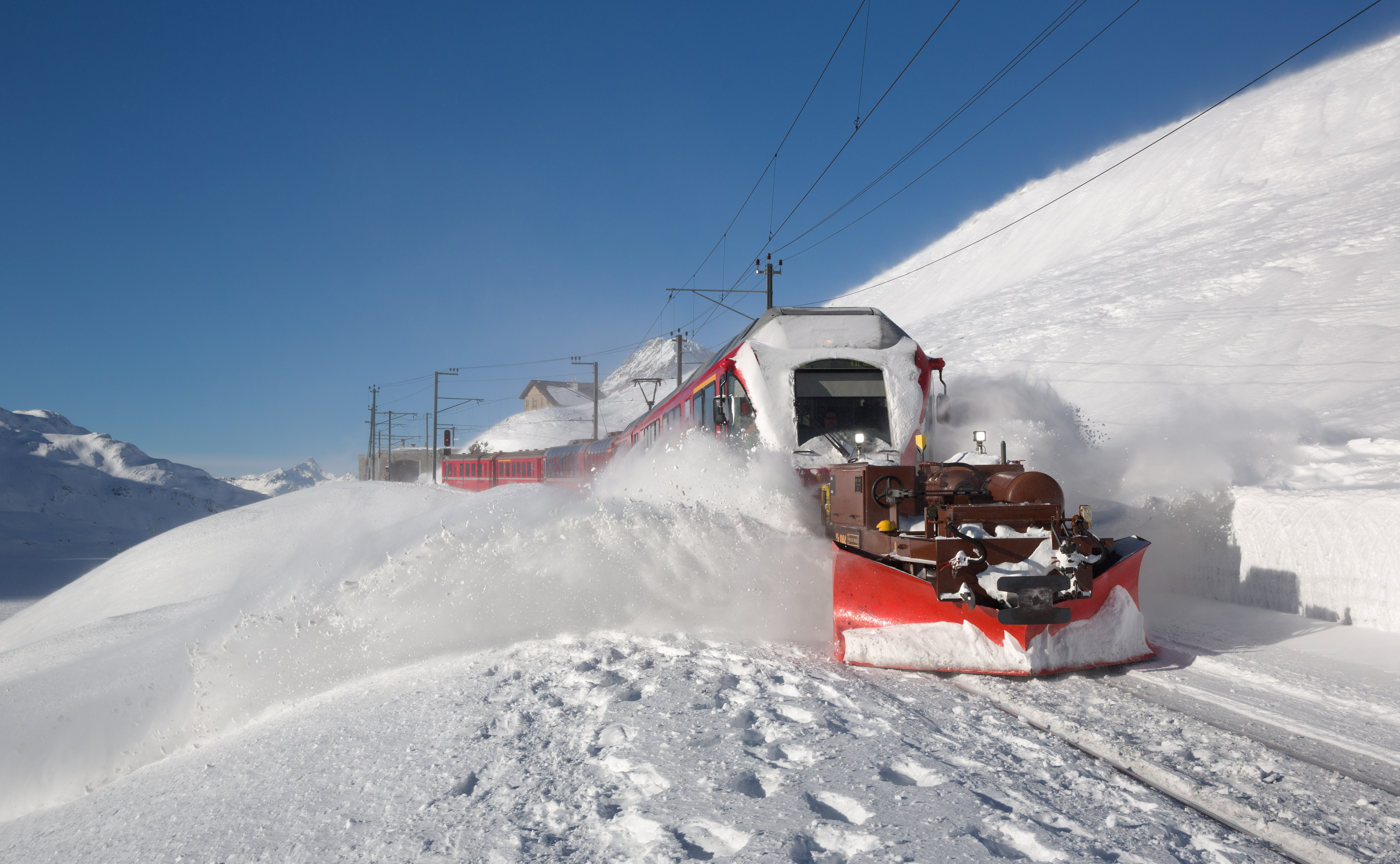
Allegra v zimě při plužení trati Bernina

### Mechanická část
Každý ze tří vozů jednotky je posazen na dvou dvounápravových podvozcích. Základní koncepce podvozků byla převzata z panoramatických vozů pro trať Bernina. Jízdní vlastnosti, zejména středových vozů a při vyšších rychlostech, vedly ke stížnostem. Na trati údolím Prättigau a na trati Vereina je totiž ve vybraných úsecích povolena rychlost 100 km/h. Tyto problémy si vyžádaly přepracování ze strany výrobce. Výběr a nastavení vypružení, které musí vyhovovat v úzkých obloucích i na vysokorychlostních úsecích, byly náročné a vedly ke zpoždění dodávky jednotek. Vozy jsou navzájem mezi sebou spřaženy krátkými spřáhly.
Celá jednotka je pevně spojena jako třídílná; jednotlivé vozy lze oddělit pouze při údržbě v depu. Přechody mezi vozy jsou chráněny měchy a jsou bezpečné pro průchod cestujících i za jízdy. Neexistují však žádné možnosti přechodu do přípojných vozů. Střední vůz bez pohonu má sníženou podlahu mezi podvozky s nízkopodlažními vstupy na obou stranách a posuvnými schůdky, které zajišťují bezbariérový vstup pro osoby se sníženou pohyblivostí. Za každou ze dvou kabin strojvedoucího se nachází oddíl první třídy. Dělicí stěna do kabiny strojvedoucího je prosklená a nabízí cestujícím výhled na trať přes rameno strojvedoucího sedícího v ose vozidla. V těchto jednotkách byl poprvé u RhB řídící pult strojvedoucího umístěn uprostřed a nikoli vpravo.
Jednotka nabízí celkem 24 míst k sezení v první třídě a 76 míst k sezení ve druhé třídě, 14 sklopných sedadel a místo pro dva invalidní vozíky. Toaleta pro tělesně postižené se nachází v nízkopodlažní části prostředního vozu. Prostory pro cestující a kabiny strojvedoucího jsou klimatizované.
Vozové skříně jsou navrženy pro podélnou tlakovou sílu 800 kN a mají svařovanou hliníkovou integrální konstrukci. Většina potřebných lisovaných profilů byla vyvinuta speciálně pro jednotku Allegra. Skříň středního vozu je konstruována podle stejných konstrukčních zásad jako koncové vozy. Charakteristický tvar přední části jednotky umožňuje lepená přední kapota z plastu vyztuženého skelnými vlákny.

### Elektrická část

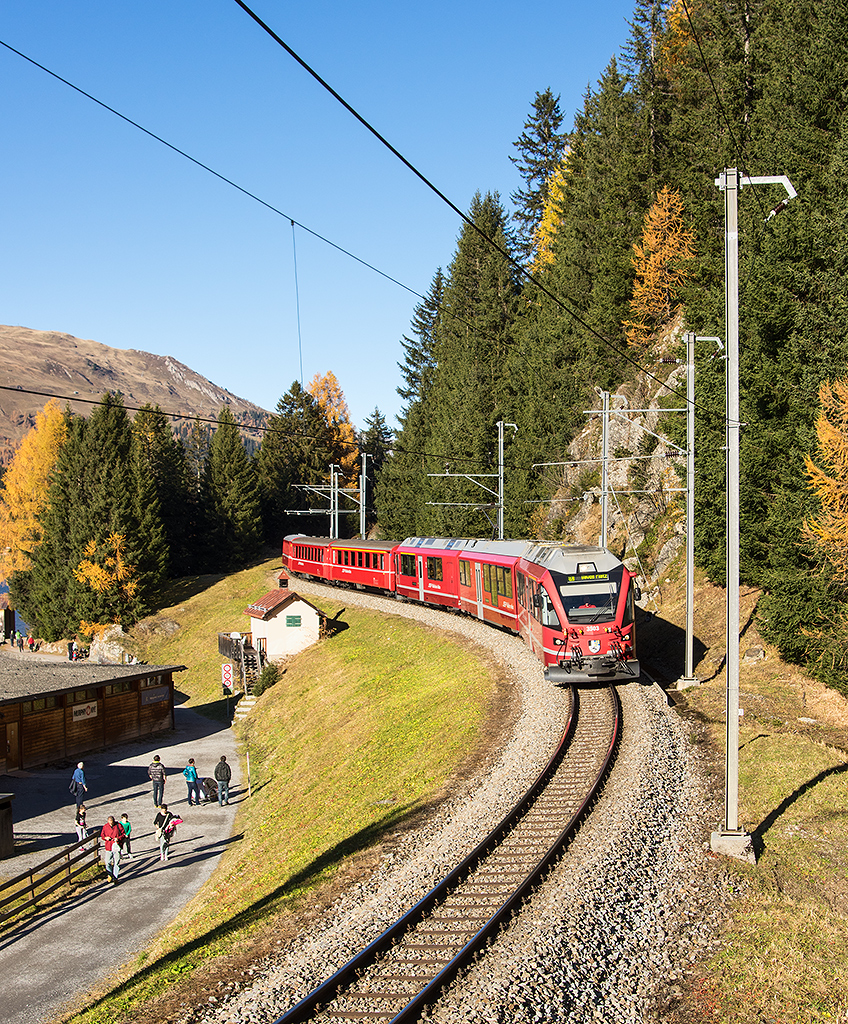
Osobní vlak, vedený jednotkou ABe 8/12, nedaleko Davosu

Každý z koncových vozů má jednoramenný sběrač se třemi ližinami pro stejnosměrný proud, prostřední vůz má jeden sběrač pro střídavý proud. V případě poruchy a při posunu však může být každý sběrač použit při obou napětích. Všechny tři sběrače proudu jsou vzájemně propojeny vysokonapěťovým střešním vedením; proudový systém je automaticky rozpoznán vozidlem, když strojvedoucí vydá povel „zapnout hlavní vypínač“. Při změně stávajícího systému musí strojvedoucí lokomotivy spustit všechny sběrače, když vozidlo stojí nebo je v pohybu. Jakmile se sběrač opět zvedne, vozidlo rozpozná současný proudový systém. Při rychlostech nad 15 km/h se používá lehké elektrické brzdění se spuštěnými pantografy. Takto získaná energie se využívá k nepřetržitému napájení pomocných systémů (nouzová brzda).
Při provozu pod střídavým napájecím systémem se energie dostává přes vysokonapěťové trolejové vedení, vakuový hlavní vypínač, trakční transformátor a měnič energie do trakčních motorů. Ve stejnosměrném režimu proudí energie z vysokonapěťového trolejového vedení přes stejnosměrný odpojovač, stejnosměrný rychlý spínač a síťovou tlumivku do stejnosměrného článku měniče. Při střídavém provozu odpojovač stejnosměrného proudu přeruší stejnosměrné zařízení, které je izolováno pouze na 1 000 V, od vysokonapěťového střešního vedení. Řadové tlumivky jsou umístěny v tělese transformátoru, a proto jsou chlazeny olejem.

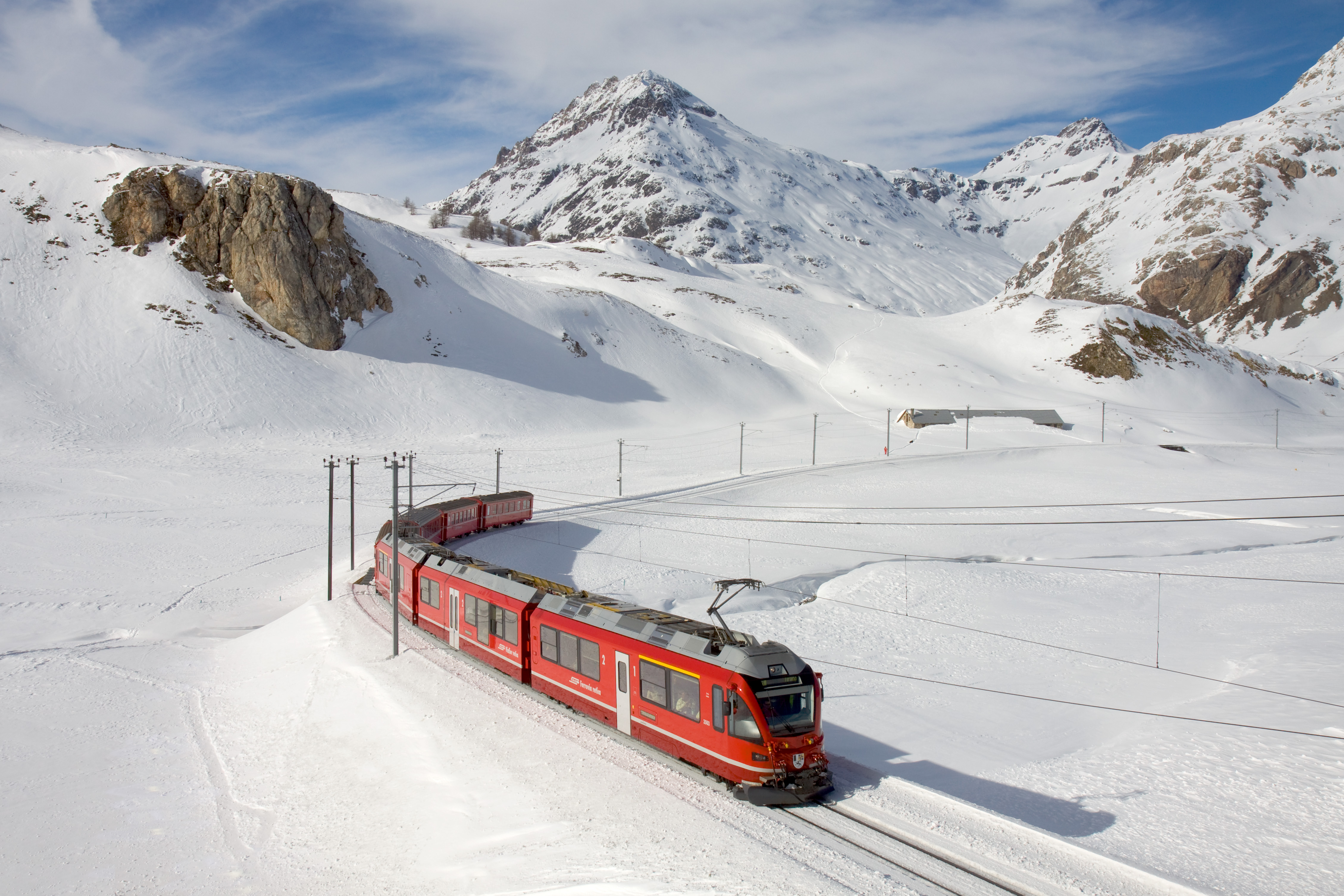
Allegra v čele osobního vlaku u Lago Bianco na berninské trati

Trakční transformátory mají přídavná vinutí 320 a 1 000 V pro vlakovou přípojku. Na tratích se střídavou trakční soustavou je vlaková přípojka napájena napětím 320 V. Pro napájení dlouhého osobního vlaku energií pro klimatizační a topné systémy je zapotřebí až 1 300 A. Vinutí 1 000 V napájí chladiče v multifunkční jednotce. Allegra je již připravena na možné zvýšení napětí hlavní vlakové přípojky na 1 000 V. Na trati Bernina jsou vlaková přípojka a chladiče soupravy napájeny přímo z trakčního vedení o napětí 1 000 V.
Vozidla RhB stojí v zimě přes noc se spuštěnými sběrači, aby se sběrač pod tíhou sněhu pomalu nesnižoval a nezpůsobil elektrický oblouk, který by mohl poškodit trakční vedení. Aby se zabránilo nočnímu ochlazování souprav ABe 8/12, jsou napájeny prostřednictvím tzv. topného stojanu a vlakové přípojky, které chladiče využívají k udržování teploty v prostoru pro cestující a strojvedoucího na zvolené úrovni. Kromě toho je napájena nabíječka baterií, která zajišťuje napájení spotřebičů 36 V.
ABe 8/12 mají dálkové ovládání pro provoz s řídicími vozy, tedy v režimu push-pull. Provádí se prostřednictvím 25 + 2 × 4pólového ovládacího kabelu LBT. V dlouhodobém horizontu se počítá s dálkovým a vícenásobným ovládáním všech trakčních jednotek RhB prostřednictvím tohoto kabelu, který pak převezme i funkce LBT (ovládání reproduktorů, osvětlení a dveří). Se stávajícími hnacími vozidly RhB nelze vlaky Allegra provozovat ve vícenásobné trakci.
Mnohé komponenty jsou technicky úzce spjaty se souběžně vyvíjenou soupravou řady RABe 4/12 „NExT“ pro regionální dopravu Bern–Solothurn (RBS). Trakční motory jsou čtyřpólové asynchronní motory s nucenou ventilací. Stejné motory se používají nejen v „NExT“, ale také ve vlacích Stadler-Diamant a RBe 4/8 na trati Chemin de fer Lausanne-Echallens-Bercher. Diagnostický systém je z velké části shodný s diagnostickými systémy jiných vozidel Stadler, jako je Flirt nebo GTW.

## Provoz

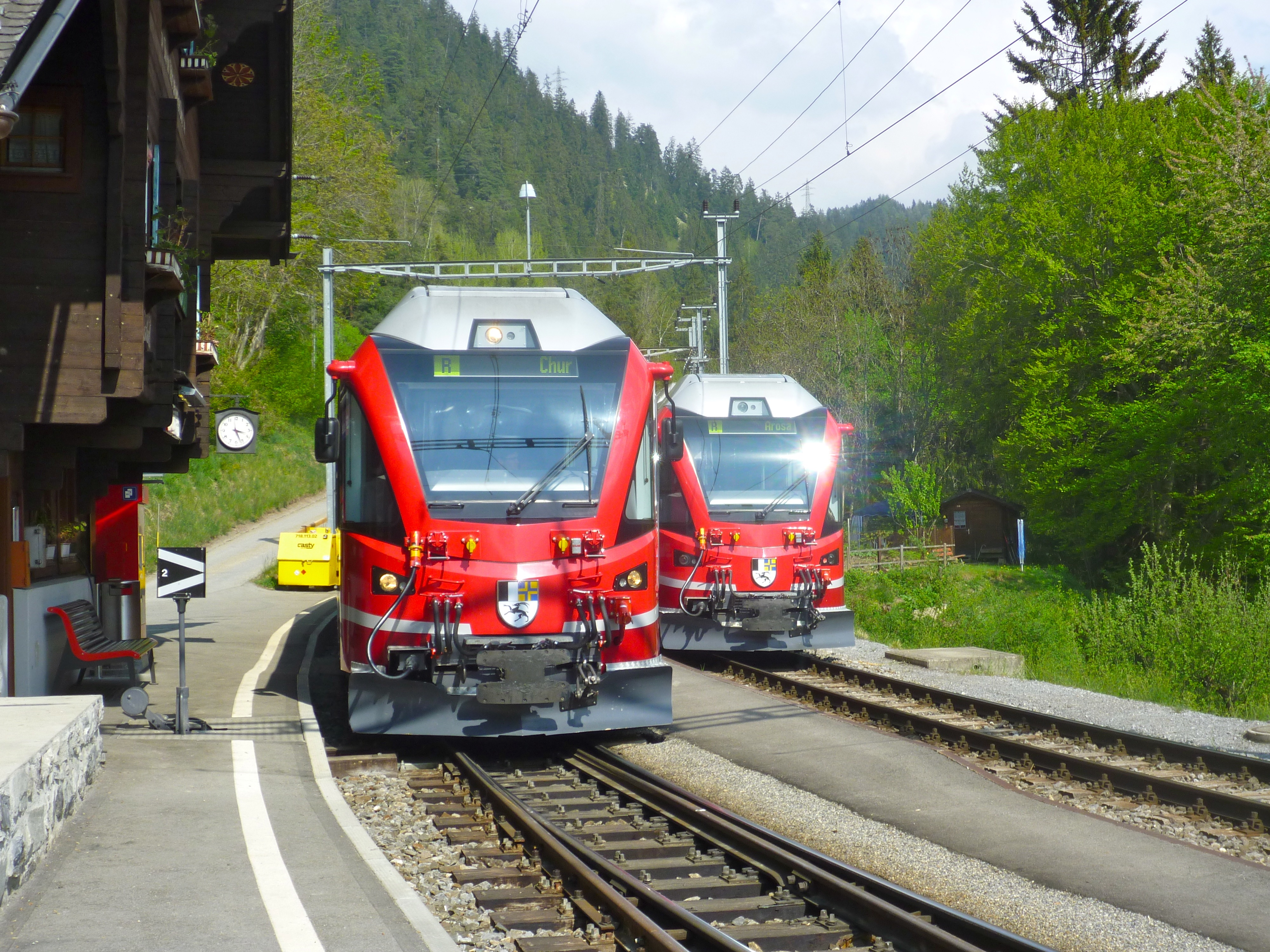
Křižování dvou jednotek ve stanici Lüen-Castiel na trati do Arosy

Na trati Bernina jsou jednotky Allegra od roku 2011 nejdůležitějším hnacím vozidlem: vozí regionální vlaky, Bernina Express, složený pouze z panoramatických vozů, i nákladní vlaky. Bernina Express je z Churu do Tirana tažen jednotkou Allegra; výměna hnacího vozidla v Pontresině při přechodu ze střídavé na stejnosměrnou trakční soustavu díky tomu již není nutná.
Na trati do Arosy je většina osobních vlaků tažena vlaky Allegra. V méně vytížených časech dne jsou provozovány samostatně. Před uvedením jednotek Capricorn do provozu jezdily Allegry také na trati Landquart–Davos a po zastávce trvající něco málo přes půl hodiny pokračovaly po trati do Filisuru. Přitom byly využívány ve vratných soupravách řídicí vozy Bt 52801 až 52808, vyrobené v roce 2018.
V případě potřeby lze použít jednotky v celé síti Rhétské dráhy. Denní, týdenní a měsíční kontroly a drobné opravy se provádějí v depech v Landquartu, Samedanu a Poschiavu. Výměna střešního zařízení a kompletních podlahových sestav je možná pouze v Poschiavu a Landquartu. Aby se více jednotek nemuselo kvůli údržbě rozdělovat, bylo nutné v Landquartu postavit novou halu dlouhou asi 100 m.

## Rychlostní rekord
20. prosince 2010 bylo při zvláštní jízdě dosaženo v tunelu Vereina s jednotkou číslo 3502 rychlosti 145 km/h a ustaven tak nový rychlostní rekord vozidel metrového rozchodu. Předtím bylo při zkušebních jízdách 5. prosince 2009 dosaženo rychlosti 139 km/h. Předchozí rekord pro metrové vozy 134 km/h byl stanoven v červnu 2009 společností Regionalverkehr Bern–Solothurn s vozem RABe 4/12 „NExT“, rovněž vyrobeným společností Stadler. Na RhB byla dříve zaznamenána maximální rychlost 110 km/h.
V noci z 8. na 9. července 2022 pak byl tento rychlostní rekord překonán (opět v tunelu Vereina na Rhétské dráze) s jednotkou Capricorn čísla 3113. Nová jednotka dosáhla při zvláštní jízdě rychlosti 163 km/h.

## Jména jednotek
První čtyři jednotky byly pokřtěny 1. května 2010. Jako jména nových jednotek byla vybrána jména významných osobností Graubündenu.

## Seznam jednotek ABe 8/12
| Inventární číslo | Jméno               | Reklamní nátěr | Zařazení do provozu | Stav     |
| ---------------- | ------------------- | -------------- | ------------------- | -------- |
| 3501             | Willem Jan Holsboer |                | říjen 2009          | provozní |
| 3502             | Friedrich Hennings  |                | listopad 2009       | provozní |
| 3503             | Carlo Janka         |                | březen 2010         | provozní |
| 3504             | Dario Cologna       |                | duben 2010          | provozní |
| 3505             | Giovanni Segantini  |                | duben 2010          | provozní |
| 3506             | Anna von Planta     |                | červenec 2010       | provozní |
| 3507             | Benedetg Fontana    |                | srpen 2010          | provozní |
| 3508             | Richard Coray       |                | září 2010           | provozní |
| 3509             | Placidus Spescha    |                | listopad 2010       | provozní |
| 3510             | Alberto Giacometti  |                | listopad 2010       | provozní |
| 3511             | Otto Barblan        |                | prosinec 2010       | provozní |
| 3512             | Jörg Jenatsch       | ABB            | leden 2011          | provozní |
| 3513             | Simeon Bavier       |                | leden 2011          | provozní |
| 3514             | Steivan Brunies     |                | březen 2011         | provozní |
| 3515             | Alois Carigiet      |                | březen 2011         | provozní |

## Příbuzné typy
- RhB řada ABe 4/16 3101–3105 – jednotka Allegra pro příměstskou dopravu na linkách S-Bahn Chur